# Khứ Đặc Nhược Thi Trục Tựu thiền vu
Khứ Đặc Nhược Thi Trục Tựu thiền vu (giản thể: 去特若尸逐就单于; phồn thể: 去特若尸逐就單于; bính âm: Qùtèruòshīzhújiùchányú, ?-140), thuộc Luyện Đê thị, danh là "Hưu Lợi", là con trai của Hồ Tà Thi Trục Hầu Đê thiền vu và đệ của Ô Kê Hầu Thi Trục Đê thiền vu của Nam Hung Nô. Năm 128, lên kế vị người anh mới mất. Mùa hè năm 140, tả bộ Cú Long Vương Ngô Tư của Nam Hung Nô, Xa Nữu và những người khác phản loạn chống nhà Hán, xuất hơn 3000 kị binh chiếm Tây Hà, đánh Sóc Phương, Đại Quận Trường Sử. Thiền vu cởi mũ sang triều Hán tạ tội. Ngũ Nguyên thái thú quy cho thiền vu là không có năng lực chế ngự thuộc hạ, bức thiền vu tự sát.